# Hyperconjugaison

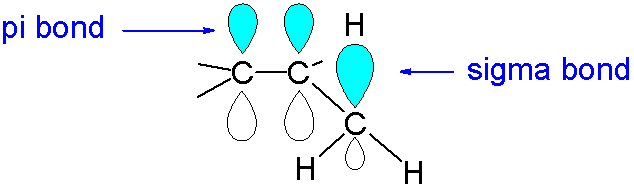
Exemple d'hyperconjugaison : la liaison C-C est stabilisée par le recouvrement des orbitale π et liaison σ.

En chimie organique, l’hyperconjugaison est l'interaction des électrons d'une liaison σ (habituellement C–H ou C–C) avec une orbitale adjacente ou partiellement remplie, si c'est une orbitale p antiliante, une orbitale antiliante, une orbitale π ou une orbitale π saturée, formant ainsi une orbitale moléculaire élargie qui augmente la stabilité du système,,.

## Histoire
Le terme a été inventé en 1939 par Robert Mulliken dans le cadre de ses travaux sur la spectroscopie UV de molécules conjuguées.

## Applications
La notion d'hyperconjugaison permet d'expliquer certains phénomènes chimiques, comme l'effet anomérique, l'effet gauche, la barrière rotationnelle de l'éthane, l'effet bêta-silicone (en), la fréquence de vibration des composés alicycliques, la stabilité relative des carbocations et des carboradicaux substitués, ainsi que la règle empirique de Zaïtsev concernant la stabilité des alcènes. De manière plus controversée, l'hyperconjugaison est proposée par des modélisations quantiques comme étant une meilleure explication de la stabilité de la conformation décalée, au lieu de l'explication traditionnelle faisant appel à la notion de gêne stérique.